# Thriller 25
Thriller 25 es la reedición del 25º aniversario del sexto álbum de estudio del cantante estadounidense Michael Jackson, Thriller (1982). El álbum original ha vendido más de 70 millones de copias en todo el mundo, lo que lo convierte en el álbum más vendido de todos los tiempos. La propuesta del "segundo capítulo" de Thriller, fue discutida en Access Hollywood a finales de 2006. Michael dijo que podría discutir esa idea con will.i.am. Fue lanzado el 8 de febrero de 2008 en Australia, el 11 de febrero de 2008 internacionalmente, y el 12 de febrero de 2008 en los Estados Unidos.
Thriller 25 fue lanzado por Legacy Recordings, subsidiaria de Sony Music Entertainment. En el Reino Unido, recibió un premio dado por la BBFC, ya que incluía el video musical de Thriller. Es el primer disco de Michael en recibir un premio después de años de publicado. Aparte del contenido original del álbum, incluye remixes, nuevo material y un DVD.
Dos sencillos, "The Girl Is Mine 2008" y "Wanna Be Startin' Somethin' 2008", fueron lanzados del álbum los cuales tuvieron un éxito moderado. El álbum fue exitoso, vendiendo 3 millones de copias en sus primeras 12 semanas y recibió buenas críticas, viendo que el nuevo material "no estaba inspirado en el original".

## Antecedentes
Michael lanzó su álbum Thriller, el 30 de noviembre de 1982. Más tarde, sería el disco más vendido de la historia, con ventas estimadas en 66 millones de copias. Además, fue el primer disco en tener 7 sencillos en el Top 10. El éxito del álbum colocó a Michael como una de las estrellas más representativas del pop, siendo un ícono.
A Michael se le preguntó acerca de un 2.º capítulo del disco en Access Hollywood, y respondió que lo hablaría con will.i.am y además mencionó que: No, no lo pensé en eso, no en ese modo, pero debería pensarlo más. Aún no lo hemos discutido todavía, en ese nivel, pero estoy seguro que algún día lo haremos. Pero, es un buen pensamiento.

## Contenido
La reedición fue lanzada en CD y en vinilo, también para reproducción por internet (Streaming) . Aparte del material original, se incluyeron 7 nuevas canciones: una nueva balada llamada "For All Time", una sesión de voz de Vincent Price y 5 remixes con artistas contemporáneos. Además, incluyó un DVD con los 3 videos ganadores de Grammys, y la presentación en vivo de "Billie Jean" de Motown 25: Yesterday, Today, Forever y un libreto con un mensaje de Michael. La nueva balada, "For All Time", se supone que data de 1982, pero críticos consideran que en realidad data de 1990, es decir, de la era Dangerous. Independientemente a esto, para su lanzamiento en Thriller 25, se grabaron un nuevo puente y nuevos coros de fondo.

## Lista de canciones
| Edición estándar | |                                                  |                                                |          |  |
| N.º              | Título | Escritor(es)                                     | Productor(es)                                  | Duración |  |
| 1.               | «Wanna Be Startin' Somethin'» | Michael Jackson                                  | Quincy Jones, Michael Jackson                  | 6:03     |  |
| 2.               | «Baby Be Mine» | Rod Temperton                                    | Quincy Jones                                   | 4:20     |  |
| 3.               | «The Girl Is Mine» (con Paul McCartney) | Michael Jackson                                  | Quincy Jones, Michael Jackson                  | 3:41     |  |
| 4.               | «Thriller» | Rod Temperton                                    | Quincy Jones                                   | 5:58     |  |
| 5.               | «Beat It» | Michael Jackson                                  | Quincy Jones, Michael Jackson                  | 4:18     |  |
| 6.               | «Billie Jean» | Michael Jackson                                  | Quincy Jones, Michael Jackson                  | 4:54     |  |
| 7.               | «Human Nature» | Steve Porcaro, John Bettis                       | Quincy Jones                                   | 4:05     |  |
| 8.               | «P.Y.T. (Pretty Young Thing)» | James Ingram, Quincy Jones                       | Quincy Jones                                   | 3:58     |  |
| 9.               | «The Lady in My Life» | Rod Temperton                                    | Quincy Jones                                   | 4:59     |  |
| 10.              | «Vincent Price Excerpt from Thriller Voice-Over Session» | Rod Temperton                                    | Quincy Jones                                   | 0:24     |  |
| 11.              | «The Girl Is Mine 2008» (con will.i.am) | Michael Jackson, William Adams, Keith Harris     | Michael Jackson, will.i.am                     | 3:11     |  |
| 12.              | «P.Y.T. (Pretty Young Thing) 2008» (con will.i.am) | Michael Jackson, William Adams, Keith Harris     | Michael Jackson, will.i.am                     | 4:21     |  |
| 13.              | «Wanna Be Startin' Somethin' 2008» (con Akon) | Michael Jackson, Aliaune Thiam, Giorgio Tuinfort | Michael Jackson, Akon, Giorgio Tuinfort        | 4:14     |  |
| 14.              | «Beat It 2008» (con Fergie) | Michael Jackson                                  | Michael Jackson, will.i.am                     | 4:12     |  |
| 15.              | «Billie Jean 2008» (Kanye West Remix) | Michael Jackson                                  | Michael Jackson, Kanye West, Anthony Kilhoffer | 4:37     |  |
| 16.              | «For All Time» (escrita y compuesta en 1981–1982, y grabada posteriormente en 1990–1991 durante las sesiones de Thriller y de Dangerous y terminada en octubre de 2007) | Steve Porcaro, Michael Sherwood                  | Michael Jackson                                | 4:03     |  |
| 67:17            | |                                                  |                                                |          |  |

| Edición japonesa |                |               |               |          |  |
| N.º              | Título         | Escritor(es)  | Productor(es) | Duración |  |
| 17.              | «Got the Hots» | Rod Temperton | Quincy Jones  | 4:27     |  |
| 71:44            |                |               |               |          |  |

| Edición de lujo digital |                                     |                                              |                               |          |  |
| N.º                     | Título                              | Escritor(es)                                 | Productor(es)                 | Duración |  |
| 17.                     | «Billie Jean» (Long Version)        | Michael Jackson                              | Quincy Jones, Michael Jackson | 6:23     |  |
| 18.                     | «Quincy Jones Interview #1»         |                                              |                               | 2:19     |  |
| 19.                     | «Someone in the Dark»               | Alan Bergman, Marilyn Bergman, Rod Temperton | Quincy Jones                  | 4:47     |  |
| 20.                     | «Quincy Jones Interview #2»         |                                              |                               | 2:04     |  |
| 21.                     | «Billie Jean» (Home Demo from 1981) | Michael Jackson                              | Michael Jackson               | 2:20     |  |
| 22.                     | «Quincy Jones Interview #3»         |                                              |                               | 3:10     |  |
| 23.                     | «Rod Temperton Interview #1»        |                                              |                               | 4:03     |  |
| 24.                     | «Quincy Jones Interview #4»         |                                              |                               | 1:32     |  |
| 25.                     | «Voice-Over Session from Thriller»  | Rod Temperton                                | Quincy Jones                  | 2:52     |  |
| 26.                     | «Rod Temperton Interview #2»        |                                              |                               | 1:56     |  |
| 27.                     | «Quincy Jones Interview #5»         |                                              |                               | 2:01     |  |
| 28.                     | «Carousel»                          | Michael Sembello, Don Freeman                | Quincy Jones                  | 1:49     |  |
| 29.                     | «Quincy Jones Interview #6»         |                                              |                               | 1:17     |  |
| 30.                     | «Billie Jean» (Underground Mix)     | Michael Jackson                              | Quincy Jones, Michael Jackson | 6:40     |  |
| 31.                     | «Thriller» (Instrumental)           | Rod Temperton                                | Quincy Jones                  | 5:57     |  |
| 116:27                  |                                     |                                              |                               |          |  |

| DVD: Videos Musicales de Thriller y Presentación en Vivo |                                                                    |                 |              |          |  |
| N.º                                                      | Título                                                             | Escritor(es)    | Director(es) | Duración |  |
| 1.                                                       | «Billie Jean»                                                      | Michael Jackson | Steve Barron | 4:54     |  |
| 2.                                                       | «Beat It»                                                          | Michael Jackson | Bob Giraldi  | 4:56     |  |
| 3.                                                       | «Thriller»                                                         | Rod Temperton   | John Landis  | 13:33    |  |
| 4.                                                       | «Billie Jean» (En vivo desde Motown 25: Yesterday, Today, Forever) | Michael Jackson |              | 4:56     |  |
| 28:20                                                    |                                                                    |                 |              |          |  |

## Posicionamiento
| Lista            | Mejor Posición | Certificación | Ventas   |
| ---------------- | -------------- | ------------- | -------- |
| Austria          | 5              |               |          |
| Australia        | Gold           | 2             | 35.000+  |
| Brasil Top 10 CD | 2              | Oro           | 30.000+  |
| Bélgica          | Oro            | 1             | 15.000+  |
| Canadá           | 2              | Oro           | 50.000+  |
| Colombia         | 1              |               |          |
| República Checa  | 6              |               |          |
| Dinamarca        | 2              |               |          |
| Europa           | 1              |               |          |
| Finlandia        | 5              |               |          |
| Francia          | 1              | 2 x Oro       | 240.000+ |
| Alemania         | 2              |               |          |
| Grecia           | 7              |               |          |
| Hong Kong        | 7              |               |          |
| India            | 1              | Oro           | 5000+    |
| Irlanda          | Oro            | 2             | 7500+    |
| Italia           | 6              | Oro           | 35.000+  |

| Lista                        | Mejor Posición | Certificación                     | Ventas    |
| ---------------------------- | -------------- | --------------------------------- | --------- |
| Japón                        | 8              |                                   |           |
| Corea del Sur                | 1              |                                   |           |
| México                       | 1              | Platino                           | 100.000+  |
| Países Bajos                 | 2              |                                   |           |
| Nueva Zelanda                | 3              |                                   |           |
| Noruega                      | 1              | Oro (CD), Platino (DVD)           | 15.000+   |
| Polonia                      | 1              | Platino (CD), Doble Platino (DVD) | 20.000+   |
| Portugal                     | 2              | Oro                               | 10.000+   |
| España                       | 2              | Oro                               | 40.000+   |
| Suecia                       | 2              | Oro (CD), Platino (DVD)           | 20.000+   |
| Suiza                        | 2              | Oro (CD), 2 x Platino (DVD)       | 15.000+   |
| Tailandia                    | 1              |                                   |           |
| Reino Unido                  | 3              | Oro                               | 100.000+  |
| Estados Unidos Catalog       | 1              |                                   | 774.000+  |
| Estados Unidos Comprehensive | 2              |                                   | 774.000+  |
| Ventas mundiales             |                |                                   | 3.000.000 |

### Listas anuales
| Año  | País      | Lista | Puesto |
| ---- | --------- | ----- | ------ |
| 2008 | Australia | ARIA  | 37     |